# Diecezja Gallup
Diecezja Gallup (łac. Dioecesis Gallupiensis, ang. Diocese of Gallup) – diecezją Kościoła rzymskokatolickiego w metropolii Santa Fe w Stanach Zjednoczonych obejmującą północno-zachodnie tereny stanu Nowy Meksyk i dwa hrabstwa stanu Arizona (Nawajo i Apache). 

## Historia
Diecezja została kanonicznie erygowana 16 grudnia 1939 roku przez papieża Piusa XII. Wyodrębniono ją z diecezji Tucson i archidiecezji Santa Fe. Pierwszym ordynariuszem został franciszkanin z Indiany Bernard Theodore Espelage (1892–1971). W latach 1990–2008 ordynariuszem był Donald Edmond Pelotte, pierwszy w dziejach Kościoła amerykańskiego przedstawiciel rdzennej ludności Ameryki, który został biskupem.
W 2013 roku diecezja ze względu na wysokie roszczenia ofiar nadużyć seksualnych duchownych diecezja ogłosiła upadłość. Do 2017 roku zapłaciła prawie 18 milionów USD ofiarom przestępstw seksualnych.

## Ordynariusze
- 1940–1969 – Bernard Theodore Espelage OFM
- 1969–1990 – Jerome Joseph Hastrich
- 1990–2008 – Donald Edmond Pelotte SSS
- od 2009 – James Sean Wall